# アフドゥト・ハアヴォダ
アフドゥト・ハアヴォダ（ヘブライ語: הפועל הצעיר、ラテン文字転写: Ahdut ha-’Avoda）は、かつてパレスチナ・イスラエルに存在した政党。1919年に複数の労働シオニズム政党が合併して結党し、1930年にハポエル・ハツァイルと合併してマパイとなった。何度かの再結党を繰り返し、1968年にイスラエル労働党に合流した。
アフドゥト・ハアヴォダとはヘブライ語で「労働連合」を意味する。1919年にポアレ・ツィオンなどの労働シオニズム政党を合併してパレスチナを代表する労働組合として設立された。しかし労働シオニズム政党のひとつであるハポエル・ハツァイルが参加を拒んだため政党として活動し、両党は影響力を争った。
1920年にはユダヤ人自衛組織であるハガナーやイスラエルのナショナルセンターとなるヒスタドルートを設立した。ヒスタドルートの設立以来、アフドゥト・ハアヴォダとハポエル・ハツァイルの距離は縮まった。1929年のアラブ人暴動により修正主義シオニズムの影響力が拡大すると、両党は1930年に合併し、マパイを結党した。その後は何度かの再結党を繰り返し、1968年にイスラエル労働党に合流した。
アフドゥト・ハアヴォダは、パレスチナにおいてユダヤ人とアラブ人による民族ごとの自治国からなる連邦国家の設立を目指すことを掲げていた。また、ユダヤ人労働者とアラブ人労働者の協力を訴え、ユダヤ人労働組合とアラブ人労働組合の連合を掲げていた。

## 歴史

### 背景
1904年よりパレスチナに第二次アリーヤーが到着し始めた。第二次アリーヤーはロシアやポーランドなど東欧の中流・下位階級出身の青年男女が中心であった。彼らはパレスチナにおいて社会主義社会の建設を目標としていた。しかし、第二次アリーヤーの初期にパレスチナに到着したユダヤ人の80%以上は数か月以内にロシアに戻るかアメリカへ向かった。このうちパレスチナに残った第2次アリーヤーの東欧出身のユダヤ人が労働シオニズムの中核を担うこととなった。
1905年にはパレスチナ初の労働者政党であるハポエル・ハツァイルが結成され、そのすぐ後にはロシアなどで活動していた労働者政党であるポアレ・ツィオンのパレスチナ支部が結成された。さらに、パレスチナでの労働者が増えるにつれてどちらの政党にも属さない「無所属派」も誕生した。

### 結党

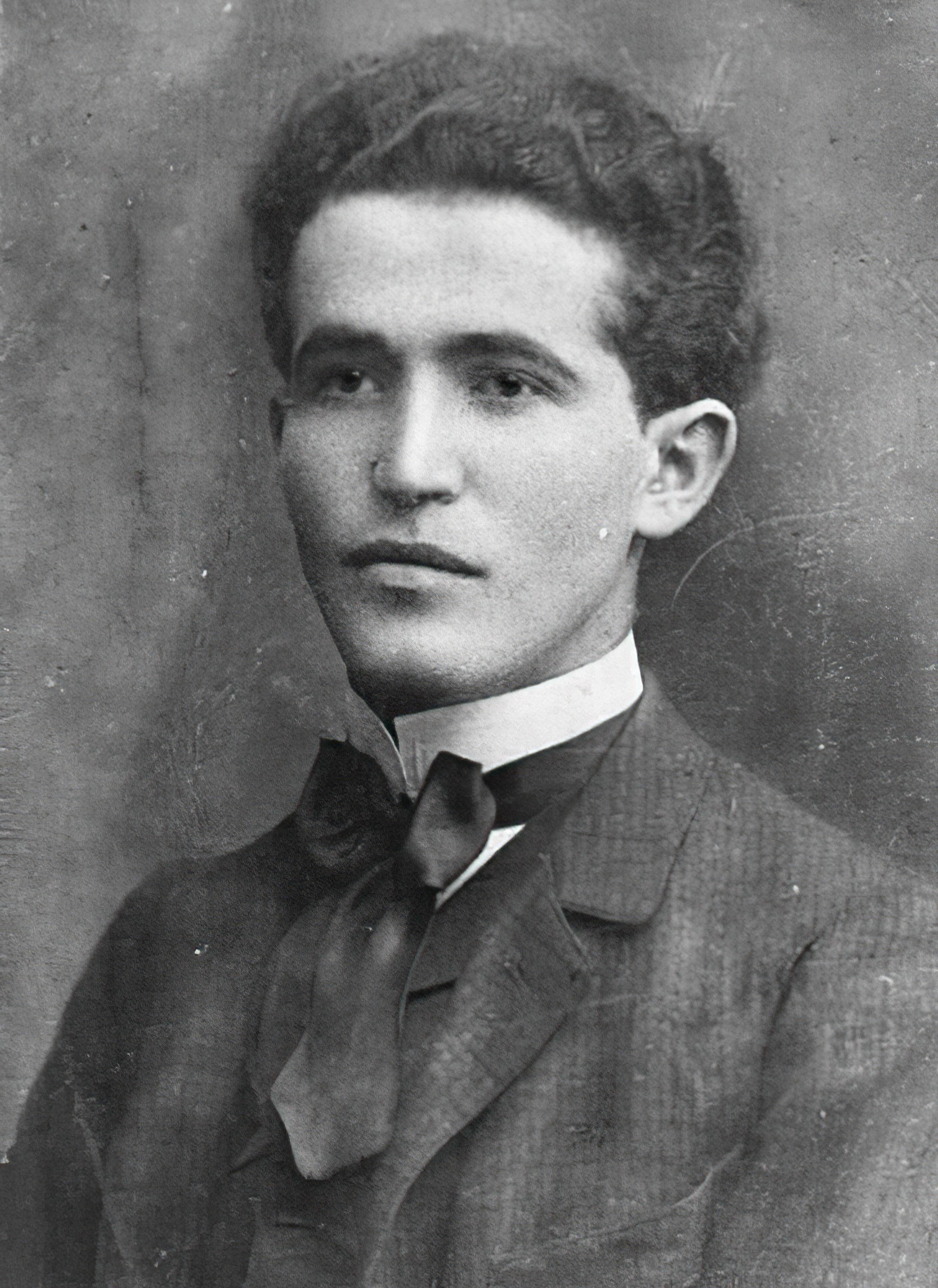
指導者のダヴィド・ベン＝グリオン

第一次世界大戦終結後、パレスチナに第三次アリーヤーが到着した。これを機に統一された労働者政党を創設する動きが加速した。ポアレ・ツィオンや無所属派など既存の全ての労働者政党が合同することが計画され、1919年にパレスチナを代表する労働組合としてアフドゥト・ハアヴォダが結成された。後にイスラエル初代首相を務めるダヴィド・ベン＝グリオンが指導者を務め、上層部には後にイスラエル第2代大統領を務めるイツハク・ベンツビらがいた。
アフドゥト・ハアヴォダはパレスチナを代表する労働組合として結成されたが、政治的野心を持つ労働組合によって労働運動が支配されることを懸念したハポエル・ハツァイルはアフドゥト・ハアヴォダへの参加を拒否した。労働組合として結成されたアフドゥト・ハアヴォダだったが、ハポエル・ハツァイルの参加拒否により政党として活動することとなった。アフドゥト・ハアヴォダはハポエル・ハツァイルとの間で影響力を争うようになり、労働組合の組合員の獲得競争を行い始めた。アフドゥト・ハアヴォダとハポエル・ハツァイルはパレスチナに来るユダヤ人移民をハイファ港で待ち構えて競って勧誘を行った。

### ヒスタドルートの設立

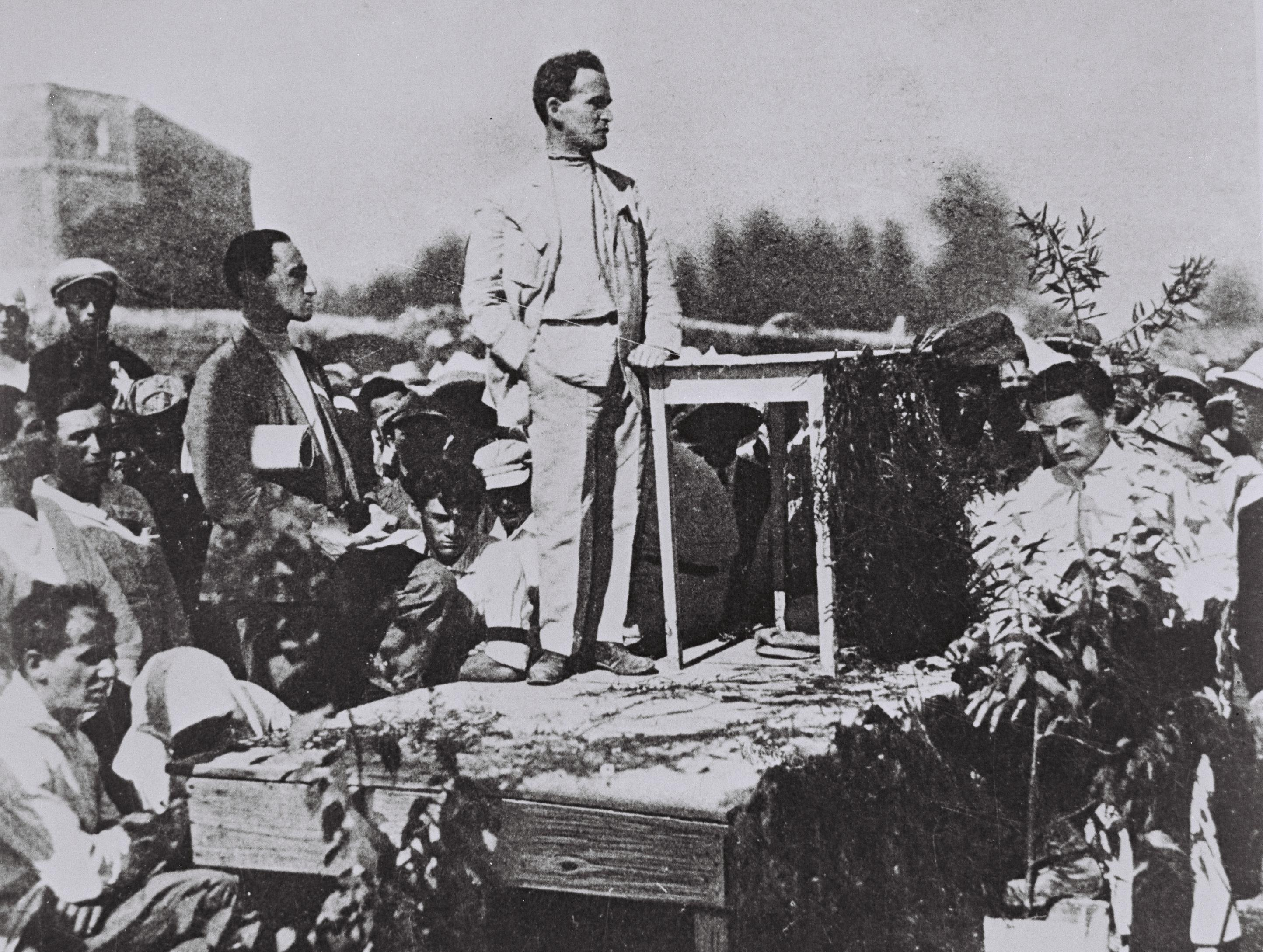
ヒスタドルートの集会で演説をするベン＝グリオン

アフドゥト・ハアヴォダとハポエル・ハツァイルが競い合うなかで、両政党の構成員の間ではそうした競合が反生産的であるという考えが広まっていった。1920年7月には消費者連合や疫病基金、職業紹介所といった非政治的な活動を引き継ぐ新たな組織を設立するための全政党委員会が設立され、11月にはヒスタドルート（労働総同盟）が設立された。これを機に、両政党の距離は縮まっていった。
ヒスタドルートの設立に先立ち、1920年6月12日にはキンネレトで開かれた党大会において、エリヤフー・ゴロンブとドウ・ホスによってユダヤ人の自衛組織であるハガナーが設立された。ハガナーは既存の民兵ネットワークを結集するかたちで設立され、ユダヤ人入植地の防衛やアラブ人からの攻撃に対する反撃を担った。
1924年にアフドゥトハアヴォダの第4回党大会が開かれた。党大会ではパレスチナの人口に応じて代表権を与える立法議会の創設に関する計画が提出された。これを受け、党内の少数派を率いていたシュモロ・カプランスキーが、党内で予定されていた憲法草案の修正案を提出した。修正案では、アラブ人とユダヤ人から成る二院制の立法議会を創設し、下院は人口の割合に応じて議席を配分し、上院は均等に議席を配分するとともに下院に対して拒否権を持つことが盛り込まれた。
カプランスキーの案は既に発生していたユダヤ人とアラブ人による衝突を考慮し、政治的解決を目指したものだったが、アフドゥト・ハアヴォダ党内の議決で反対多数で廃案となった。反対理由としては、当時のパレスチナではユダヤ人人口は10%ほどであり、アラブ人から数で圧倒され公平な対話が見込めないことなどが挙げられた。

### マパイの結党
ヒスタドルートの設立以来、アフドゥト・ハアヴォダとハポエル・ハツァイルの距離は次第に縮まっていった。1927年に開かれたヒスタドルートの第3回大会では、影響力を増しつつあった修正主義シオニストに対抗して左派勢力の結集の必要性が議論された。さらに、1929年にはエルサレムでユダヤ人を標的としたアラブ人による暴動が発生し、修正主義シオニストが反英・反アラブに傾倒を始めた。こうした中で、両党が結束して社会統制力を拡大する必要が生じた。
ハポエル・ハツァイルとアフドゥト・ハアヴォダの両党の中には合同への反対意見があったが、合同に先立って行われたレファレンダムではハポエル・ハツァイルの構成員の85%、アフドゥト・ハアヴォダの82%が合同に賛成した。これを受け、1930年1月5日に両党の代表者がテルアビブにおいて両党の合同とマパイの結成を宣言した。

### 第二次アフドゥト・ハアヴォダ
アフドゥト・ハアヴォダとハポエル・ハツァイルが合同してマパイを結成した後も、マパイ党内では内部抗争が起こっていた。1942年にマパイ党内での影響力争いを巡り、党内の左派がマパイを離党した。彼らは1944年のヒスタドルート選挙においてアフドゥト・ハアヴォダを名乗って出馬した。第二次アフドゥト・ハアヴォダはテルアビブを中心に拠点を置き、マパイよりも親ソ連の傾向が強かった。その後、1948年にマパイがハショメール・ハツァイルと合同して結党されたマパムに参加した。

### 第三次アフドゥト・ハアヴォダ
1954年にマパム党内で内部抗争が生じ、反シオニズムの左派がマパムを離党して共産党に加わったのに続き、右派もマパムを離党してアフドゥト・ハアヴォダを結党した。第三次アフドゥト・ハアヴォダはイーガル・アロンとイスラエル・ガリリーによって率いられた。アフドゥト・ハアヴォダは連立与党の一員ではあり続けたが、一部の議決については政府と一線を画す態度を取った。ラヴォン事件の際には、偽旗作戦を主導し辞任したラヴォン国防相を擁護した。1965年イスラエル議会総選挙において、アフドゥト・ハアヴォダは複数の左派政党と選挙連合を組んで総選挙に臨んだ。1968年にアフドゥト・ハアヴォダは選挙連合が発展して結成されたイスラエル労働党に加わった。

## 組織
アフドゥト・ハアヴォダはパレスチナを代表する労働組合になることを意図して創設された。そのためアフドゥト・ハアヴォダ党内では自分たちを「党」ではなく「組合」と呼称していた。アフドゥト・ハアヴォダは自らを国際的な社会主義運動のひとつに位置づけており、コミンテルンへの参加も検討していた。

## 政策
アフドゥト・ハアヴォダは労働シオニズムを掲げる社会民主主義政党だった。
アフドゥト・ハアヴォダは、パレスチナにおいてユダヤ人とアラブ人による民族ごとの自治国からなる連邦国家の設立を目指すことを掲げていた。連邦国家構想は第二次アリーヤーでパレスチナに到着した東欧出身のユダヤ人によって考案され、アフドゥト・ハアヴォダの前身のひとつであるポアレ・ツィオンが第一次バルカン戦争の最中に発表し、アフドゥト・ハアヴォダ結党後も同党の政策の中心に掲げられた。
また、アフドゥト・ハアヴォダはユダヤ人の労働組合とアラブ人の労働組合から成る「国際組織」を創設することも構想していた。アフドゥト・ハアヴォダはユダヤ人労働者とアラブ人労働者の協力が階級闘争にあたり重要になると捉えており、「国際組織」の創設はヒスタドルートで活発に議論された。さらに、アフドゥト・ハアヴォダの党首だったベン＝グリオンは1920年のアフドゥト・ハアヴォダ第2回党大会においてアラブ人労働者をユダヤ人労働者と同じ権利でヒスタドルートに受け入れるという提案も行っていた。